# Dichrostigma adananum
Dichrostigma adananum is een kameelhalsvliegensoort uit de familie van de Raphidiidae. De soort komt voor in Israël, Libanon, Syrië en Turkije.
Dichrostigma adananum werd voor het eerst wetenschappelijk beschreven door Albarda in 1891.